# ヴェツォプ・ナムギャル

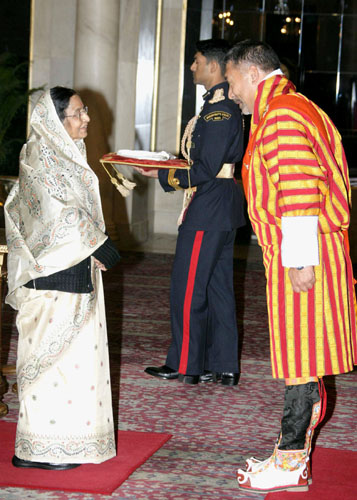
信任状捧呈式でプラティバ・パティル大領領（左）と会談するナムギャル大使（2009年）

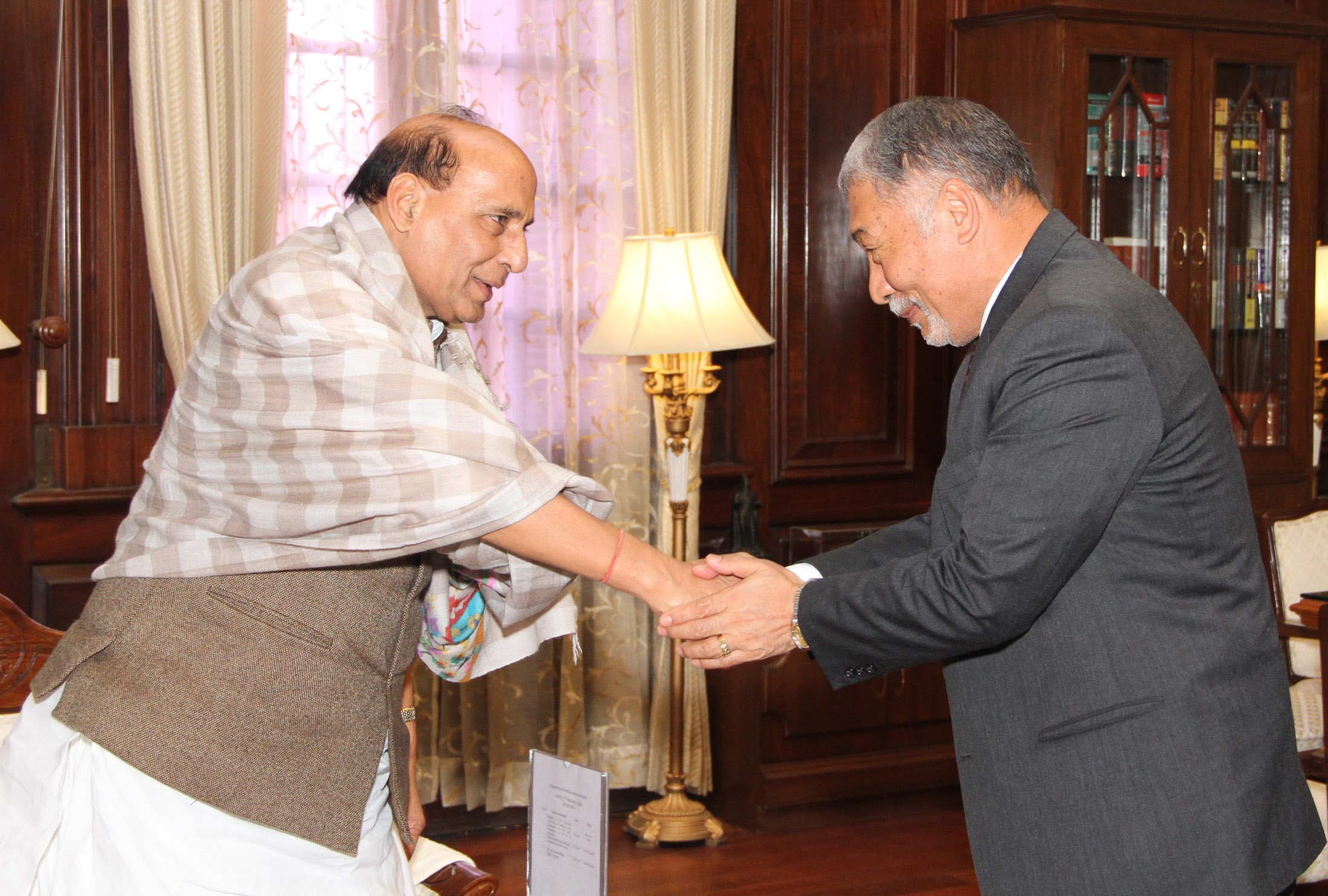
インドのラージナート・シン内務大臣（左）と握手するナムギャル大使（2016年）

ヴェツォプ・ナムギャル少将（英語: Major General Vetsop Namgyel、1952年8月15日 - ）は、ブータン王国の侍従武官、駐印大使（2009年～）、駐日大使（非常駐、2010年～）。パロ県パンビサ村出身、既婚、一男二女の父。ベツォプ・ナムギャルやヴェトソップ・ナムギャルとカナ表記されることもある。

## 経歴
1969年、インド西ベンガル州ダージリンのセント・ジョゼフ校（通称ノースポイント、North Point）でシニア・ケンブリッジを修了。学位取得後、ブータン王国軍に加入するよう要請され、1972年12月にインド軍事アカデミーを卒業して軍務に就くことになった。ナムギャルの軍歴の始まりはジグミ・シンゲ・ワンチュク国王の治世開始とほぼ重なっており、ジグミ・シンゲ・ワンチュク王太子が16歳で国王に就任した翌年の1973年にブータン国王親衛隊を志願して侍従武官を拝命し、1974年6月には18歳になったジグミ・シンゲ・ワンチュク国王の戴冠式が執り行われている。
1989年、大佐に昇進して、その後は陸軍長官と侍従武官長を兼任。2004年12月17日、ジグミ・シンゲ・ワンチュク国王よりブータンで最高位の軍事勲章であるドゥルク・ユギャル章（英語: Druk Yugyel Medal）を賜り、2005年11月4日、少将に昇進した。ジグミ・シンゲ・ワンチュク国王は、戴冠した1974年から長男ジグミ・ケサル・ナムゲル・ワンチュクに譲位した2006年にかけて何度もインドを訪問したが、その傍らには常にナムギャルの姿があった。
2009年1月、前任者ダゴ・ツェリンに代わる在インドブータン大使としてナムギャル少将がデリーに到着。同年1月16日、プラティバ・パティル大領領に信任状を捧呈した。
2010年1月15日、ナムギャル少将は駐日大使として東京を訪問し、皇居正殿松の間で天皇明仁（当時。令和時代の上皇）信任状を捧呈した。同年12月17日、ジグミ・ケサル・ナムゲル・ワンチュク国王よりドゥルク・トゥクセイ章（英語: Druk Thuksey Medal）を賜る。
2011年2月、国王の妹であるケサン・チョゼン・ワンチュク王女が夫婦で来日したが、この時にナムギャル少将が訪問先の裏千家今日庵や国立京都国際会館、龍谷大学などに随行しており、特に京都国際会館と龍谷大学で開催された講演ではナムギャル少将自身もパネリストとして登壇している。
2017年6月29日、ブータンと中国の間で棚上げが合意されていたはずの係争地ドクラム高地で中国がブータンとの事前調整なしで道路の建設工事を行ったことについて、ブータンが在インド中国外交使節団に対して道路建設を中止するよう抗議したことを、ナムギャル少将が在インド大使としてPTI通信を通じて明かした。
2019年10月22日、皇居正殿松の間で今上天皇の即位礼正殿の儀が執り行われ、ジグミ・ケサル・ナムゲル・ワンチュク国王及びジェツン・ペマ・ワンチュク王妃と共に参列した。
2020年12月12日、ナムギャル少将は駐印イスラエル大使ロン・マルカの公邸を訪問し、マルカ大使と連名でイスラエルとブータンの国交を樹立する協定に署名した。